# Nute Gunray
Nute Gunray a Csillagok háborúja című filmsorozat egyik szereplője. A Baljós árnyak c. epizódban (I. rész) tűnt fel, mint a kapzsi és agresszív Kereskedelmi Szövetség vezetője.
A neimoidiai fajba tartozik, a Kereskedelmi Szövetség, e hatalmas bányászati, szállítási és kereskedelmi konzorcium vezetőjeként és a rejtélyes Darth Sidious szövetségeseként, később pedig a Független Rendszerek Konföderációja társalapítójaként és vezérkarának tagjaként fontos szerepet játszott a Régi Köztársaság felbomlásában.
Nute Gunray mind a filmekben, mind a kiterjesztett univerzumban igen befolyásos, korrupt, pénz- és hatalomhajhászó, eszközökben nem válogató politikusként jelenik meg, aki végül maga is áldozatul esik annak a gonoszságnak, melynek elindításában és támogatásában része volt. Anakin Skywalker (Darth Vader) fénykardjától hal meg a III. epizód végén  (A Sithek bosszúja) a Konföderáció többi vezetőjével együtt.

## Szerepe
Nem kis részben Gunraynek köszönhető, hogy a Kereskedelmi Szövetségben a neimoidiánok vehették át végleg a vezető szerepet, ugyanis a Végrehajtó Vezérigazgatóság más tagjait egy konferencián legyilkolták.
A Szenátus sok tagját töltötte el félelemmel, hogy a Kereskedelmi Szövetség – a kalózokra való hivatkozással – a köztársaság végének korára fegyveres hadiflottát hozott létre, valamint hogy egyre nagyobb befolyást szerez a Szenátusban, és a kapzsiság és korrupció szellemét terjeszti. Több szenátor úgy próbálta csökkenteni a Szövetség erejét, és növelni a köztársaságét, hogy törvényt fogadtattak el a kereskedelmi utak megadóztatásáról. A Szövetség vezetőségét felháborította, hogy nyirbálni akarják a nyereségét, és  bosszút állt a Köztársaságon a parányi és védtelen Naboo bolygó blokád alá vételével. Közben lepaktált Darth Sidious-szal, aki számos szenátort tartott a befolyása alatt. Hamarosan a Sith nagyúr parancsára a Szövetség csatahajói megszállták a Naboot, és a harci droidok, OOM-9 droidparancsnok vezetésével elfoglalták a fővárost, Theedet.
Gunray Sidious ösztönzésére megpróbálta aláíratni a királynővel a megszállás törvényesítését kimondó okiratot. Padmé Amidala azonban meg tudott szökni, eljutott a Coruscantra, ahol a Szenátus elé vitték az ügyet. Az intézkedéseket azonban a KSZ szenátora, Lott Dod a Gran Protektorátus korrupt szenátora segítségével elszabotálta. Ezért Amidala titokban visszatért a Naboora, és felkelést robbantott ki. A Kereskedelmi Szövetség elbukott, mikor csellel elfogták az alkirályt és felrobbantották a droidvezérlő főhajót. Nute Gunrayt és helyettesét, Rune Haakót köztársasági bíróság elé vitték. Hosszas pereskedés és 4 legfelsőbb bírósági tárgyalás sem tudta elérni, hogy Gunrayt megfosszák helytartói címétől, és a Szövetség kereskedési jogát sem függesztették fel: a demokratikus intézmények csődöt mondtak.
Gunray elhatározta, hogy meggyilkoltatja Amidalát, akit a nabooi csata után hamarosan szenátorrá választottak. Nagyjából 10 évvel a nabooi incidens után Gunray belépett a Független Rendszerek Konföderációjába, több egyesülettel együtt. Új szövetségese, a Konföderáció fő szervezője és civil vezetője, Dooku gróf ajándékként ajánlotta fel Amidala életét (illetve halálát) Gunraynak, ha társul hozzá. Dooku egy kipróbált zsoldosára, a Galaxis egyik legjobb fejvadászára, Jango Fettre bízta a feladatot, de Fett többször is kudarcot vallott, mert Padméra két Jedi testőr vigyázott.
Gunray mégis szeparatista vezető lett, San Hill, Kisebb Poggle, Wat Tambor, Shu Mai, Po Nudo és Passel Argente mellett. A szeparatista vezetők a Geonosis bolygón gyűltek össze tárgyalni, de felfedezték, hogy Obi-Wan Kenobi, Amidala volt Jedi testőre figyeli őket, elfogták őt is és a megmentésére siető Amidalát és Anakin Skywalkert is. Gunray már a vesztőhelyen látta Amidala szenátort, aki pár percen belül meghal, ha nem érkezik meg Yoda mester egy klónhadsereggel. A Geonosisi csatát elveszítették a szeparatisták. Gunray és szövetségi hajói azonban az elsők között voltak, akik elmenekültek onnan.
Az első geonosisi csata után három évvel később már nyíltan a Köztársaság ellen volt. A Független Rendszerek Konföderációja, amely Darth Sidious cselszövése nyomán nyílt háborúba kezdett a Köztársasággal. Gunray az alapítók között volt, annak ellenére, hogy csatlakozása feltételéül azt szabta ki, öljék meg Amidala szenátort, ami több kísérlet ellenére sem sikerült. Később Gunray maga vette kezébe az ügyet, erre ugyanis jó alkalom kínálkozott, amikor Onaconda Farr rodiai szenátor, Amidala régi gyerekkori barátja, felajánlotta szolgálatait a Konföderációnak, mivel a Köztársaság képtelen volt megsegíteni a háború miatt éhínséggel sújtott bolygót. Gunray rávette Farrt, hogy csalja Amidalát a Rodiára, amikor azonban kiderült, hogy a helytartó a fejét akarja a nőnek, Farr meggondolta magát, és szakított mind Gunrayjel, mind a Konföderációval. A helyszínre érkező köztársasági csapatok elfogták a helytartót, aki így egy időre köztársasági fogságba is került, egy cirkálóra, ahol Luminara Unduli Jedi-mesternő és Ahsoka Tano padawan őrizetére bízták. Darth Tyranus parancsára Asajj Ventress Sith-tanonc szabadította ki Gunrayt Argyus százados, egy áruló szenátusi őrparancsnok segítségével.
A Klónháborúk végén a szeparatista vezetők az Utapau bolygójára menekültek, majd később a Mustafarra. Mikor a Köztársaság elbukott, és létrejött a Birodalom, a vezetők azt hitték, győztek, és jutalmat vártak Palpatine császártól. Palpatine azonban többségében gyűlölte és lenézte ezeket a galaktikus kiskirályokat, akik már pénzük, hatalmuk és önzésük révén sem illettek bele a Birodalom jelentette, az egyeduralomra és az uralkodó iránti fanatikus lojalitásra épülő diktatórikus rendbe, és megszabadult tőlük. Új tanítványát, Darth Vadert küldte a Mustafarra, aki a várt jutalmak megadása helyett lemészárolta mindegyiküket.  Utoljára Nute Gunray maradt, mivel a helytartó volt a legügyesebb a sötét lovag előli rejtőzésben. De nem sokáig könyöröghetett életéért, Vader a szívébe mélyesztette a fénykardot. Utolsó szavai ezek voltak: „A háborúnak vége! Sidious nagyúr békét ígért nekünk! Nem is kérünk mást ... ”.